# Rolls-Royce Corniche (2000)
Rolls-Royce Corniche – samochód sportowy klasy aut luksusowych produkowany przez brytyjską markę Rolls-Royce w latach 2000 – 2002.

## Historia i opis modelu
Dostępny jako 2-drzwiowy kabriolet. Następca modelu Corniche IV. Do napędu użyto silnika V8 o pojemności 6,75 litra. Moc przenoszona była na koła tylne poprzez 4-biegową automatyczną skrzynię biegów. Został zastąpiony przez model Phantom Drophead Coupé.

### Silnik
- V8 6,75 l (6750 cm³), 2 zawory na cylinder, OHV, turbo
- Układ zasilania: wtrysk paliwa Zytek EMS3
- Średnica × skok tłoka: 104,10 mm × 99,10 mm
- Moc maksymalna: 329,5 KM (242,4 kW) przy 4000 obr./min
- Maksymalny moment obrotowy: 738 N•m przy 2100-2300 obr./min

### Osiągi
- Przyspieszenie 0-100 km/h: 8,5 s
- Prędkość maksymalna: 217 km/h
- Średnica skrętu: 12,2 m